# گئورگه گئورگیو-دژ
گئورگه گئورگیو-دژ (رومانیایی: Gheorghe Gheorghiu-Dej؛ ۸ نوامبر ۱۹۰۱ – ۱۹ مارس ۱۹۶۵) یک سیاست‌مدار کمونیست، برق‌کار و اولین رهبر جمهوری سوسیالیستی رومانی بین سال‌های ۱۹۴۷ تا ۱۹۶۵ بود. او بین سال‌های ۱۹۴۴ تا ۱۹۵۴ و ۱۹۵۵ تا ۱۹۶۵ منصب دبیرکلی حزب کمونیست رومانی(حزب حاکم جمهوری سوسیالیستی رومانی) را در اختیار داشته است. وی همچنین از سال ۱۹۵۲ تا ۱۹۵۵ در سمت نخست‌وزیر خدمت کرده است.

## سمت‌ها
- دبیرکل حزب کمونیست رومانی از ۱۹۴۴ تا ۱۹۵۴ و از ۱۹۵۵ تا ۱۹۶۵
- نخست‌وزیر رومانی ۱۹۵۲ تا ۱۹۵۵
- رئیس شورای دولتی از ۱۹۶۱ تا ۱۹۶۵